# 名古屋プライムセントラルタワー

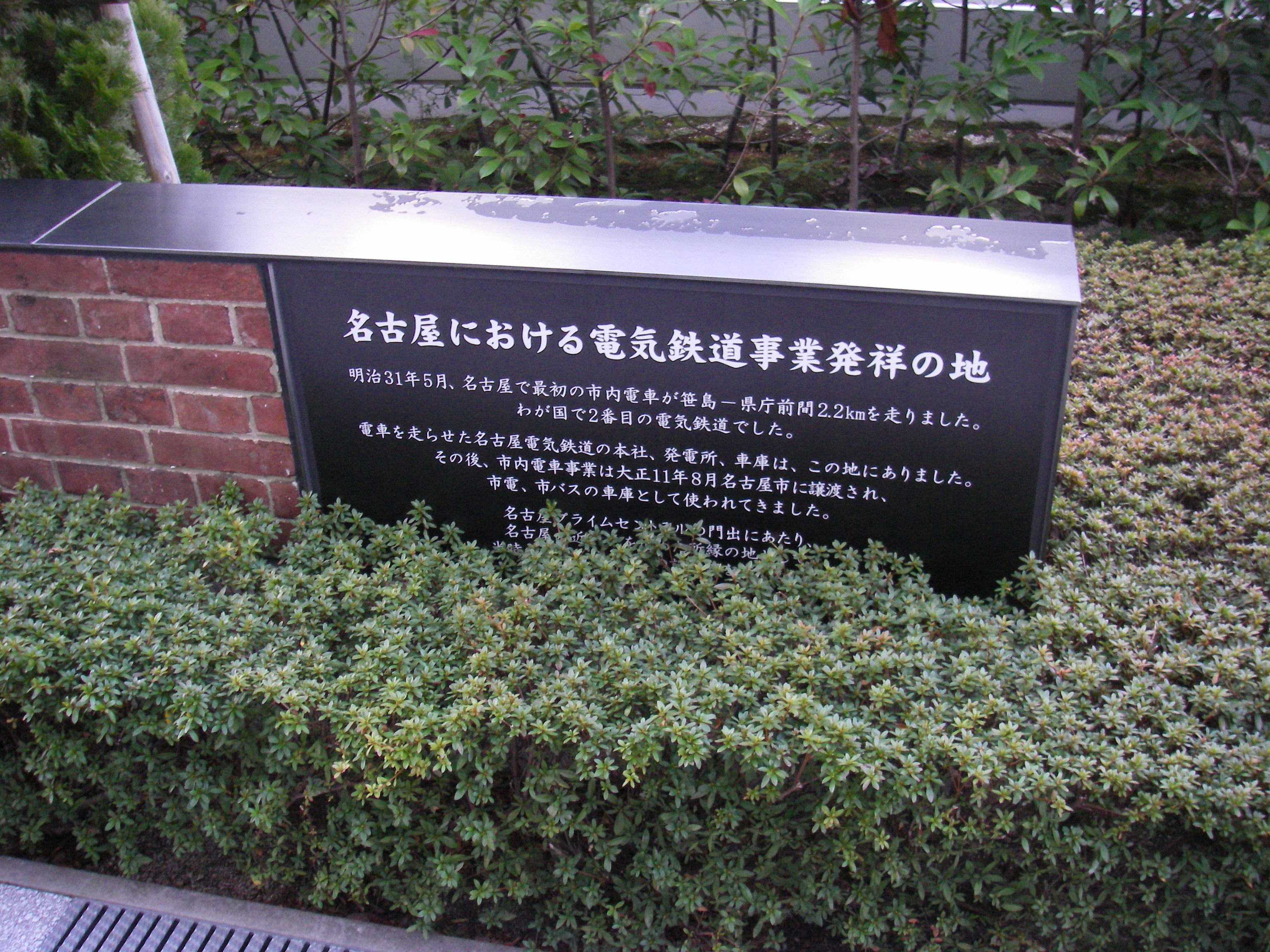
敷地北側にある「名古屋における電気鉄道事業発祥の地」の碑

名古屋プライムセントラルタワー（なごやプライムセントラルタワー、NAGOYA PRIME CENTRAL TOWER）は、愛知県名古屋市西区名駅2丁目にある高層ビルである。

## 概要
2003年（平成15年）12月に閉鎖された名古屋市営バス那古野営業所跡地の再開発事業「NAGOYA PRIME CENTRAL PROJECT」として、名駅2丁目開発特定目的会社、東京建物、丸紅の3社によって開発が行われた。設計・施工は清水建設。JRセントラルタワーズやミッドランドスクエアなどから北へ少し離れた場所に立地する。
敷地内にはオフィス棟・駐車場棟の他に、地上29階建ての分譲マンション「ブリリアタワー名古屋グランスイート」が同時に建設された。1階は駐車場棟1階と合わせ、名古屋市営バスの転回場になっている。

## フロア構成
1階がエントランス、2階が自走式駐車場棟へのアクセスフロア、3階から23階までがオフィスフロアとして使用されている。
エレベーターは3階から13階までが低層階用、13階から23階までが高層階用となっており、それぞれビル外へのアクセスフロアとなっている1階・2階と結ばれている。

### 主な入居企業
最上階から入居フロアの降順に記述する。不明な場合は最後に記述する。
- KDDI中部支社（20F受付・21F）
- アルティマ（20F）
- WSS（20F）
- ブライズワード（20F）
- オムロン（19F）
- オー・ド・ヴィー（18F）
- トーエネック（18F）
- 神戸製鋼所（15F）
- サン・アルミニウム工業（15F）
- 神鋼アルミ線材（15F）
- コベルコ科研（14F）
- 美浜（14F）
- 名古屋会議室 名古屋プライムセントラルタワー店（13F）
- KCC（13F）
- 東テク（12F）
- 旭興業（11F）
- 国際航業株式会社（11F)
- エス・エム・エス（11F）
- 東名（8F・9F）
- JTBプロモーション（8F）
- トーテックアメニティ（6F・7F）
- Sky（5F）
- エスエス製薬（5F）
- 東京建物（5F）
- ヤフー名古屋支社

## 商業施設
- ローソン
- café MINX
- shoes bonanza/シューズ・ボナンザ
- HUGS
- The Opera

## アクセス
- 東海旅客鉄道（JR東海）各線 名古屋駅桜通口より徒歩で約7分。
- 名古屋市営地下鉄東山線・桜通線 名古屋駅1番出口より徒歩で約4分。